# HD110951
HD110951 — хімічно пекулярна зоря спектрального класу F0, що має видиму зоряну величину в смузі V приблизно  5,2. Вона належить до AmFm зір й розташована на відстані близько 244,1 світлових років від Сонця.

## Фізичні характеристики
Зоря HD110951 обертається порівняно повільно навколо своєї осі. Проєкція її екваторіальної швидкості на промінь зору становить  Vsin(i)= 36км/сек.

## Магнітне поле
Спектр даної зорі вказує на наявність магнітного поля у її зоряній атмосфері. Напруженість повздовжної компоненти поля оціненої з аналізу наявних ліній металів становить    5,8±  15,0 Гаус.